# Fahrudin Jusufi
Fahrudin Jusufi (Dragaš, 8 de dezembro de 1939 - Belgrado, 9 de agosto de 2019) foi um futebolista e treinador iugoslavo, medalhista olímpico.  Um defensor de boa técnica, posicionamento e qualidade no passe, é considerado um grandes defensor do futebol dos balcâs.

## Carreira
Jusufi nasceu na aldeia de Zlipotok, perto de Dragaš (Na Jugoslávia). 
Durante sua carreira, ele jogou no Partizan, Eintracht Frankfurt, Germania Wiesbaden e Dornbirn, se aposentando em 1972. Participou do time do Partizan que foi vice-campeão da Liga dos Campeões de 1966 para o Real Madrid.

## Na seleção
Jusufi jogou 55 partida com a Iugoslávia e participou da Copa do Mundo de 1962 e foi medalha de ouro, nos Jogos Olímpicos de 1960

## Como treinador
Começou sua carreira de treinador sete anos depois e treinou principalmente na Alemanha.

## Títulos

### Clube
FK Partizan
- Iugoslava Primeira Liga: 1960-61, 1961-62, 1962-63 e 1964-65

Eintracht Frankfurt
- Copa Intertoto da UEFA : 1966-67